# 九曲街道
九曲街道，是中华人民共和国山東省临沂市河东区下辖的一个乡镇级行政单位。

## 行政区划
九曲街道下辖以下地区：
郁九曲社区、褚庄社区、巩村社区、九曲店社区、三官庙社区、赵庄社区、刘村社区、李庄社区、张庄子社区、杨庄社区、胡庄社区、钟庄社区、北王庄社区、沭埠岭社区、尤斜坊社区、耿斜坊社区、王斜坊社区、朱斜坊社区、坡埠社区、杨岭社区、新添河社区、刘家社区、张斜坊社区、孙于埠社区、王于埠社区、彭于埠社区、孟于埠社区、艾于埠社区、范于埠社区、蒋庄社区、季山官庄社区、柳杭头社区、高庄社区、前河湾社区、后河湾社区、桃园社区、独树头西南社区、独树头西北社区、独树头东南社区、独树头东北社区、小官庄社区、尤庄子社区、东张官庄社区、西张官庄社区和安居小区社区。